# Elliniko-Argyroupoli
Elliniko-Argyroupoli (in greco Ελληνικό-Αργυρούπολη?) è un comune della Grecia situato nella periferia dell'Attica (unità periferica di Atene Meridionale) con 51.299 abitanti secondo i dati del censimento 2001.
È stato istituito a seguito della riforma amministrativa detta piano Kallikratis in vigore dal gennaio 2011 che ha abolito le prefetture e accorpato numerosi comuni.